# Phelsuma madagascariensis
Espèce
Synonymes
- Gekko madagascariensis Gray, 1831
- Phelsuma sarrube Wiegmann, 1834
- Phelsuma madagascariensis martensi Mertens, 1962

Statut de conservation UICN

 LC  : Préoccupation mineure
Statut CITES
Le Gecko Géant de Madagascar, Phelsuma madagascariensis, est une espèce de geckos de la famille des Gekkonidae.

## Répartition
Cette espèce est endémique de l'Est de Madagascar.

## Habitat
Ce gecko vit dans les arbres de la forêt primaire et les plantations voire les habitations. Ils vivent dans un milieu où le degré d'humidité est très élevé (au moins 80 %). Les températures diurnes vont de 25 à 30 °C durant la journée, et chutent aux alentours de 20 °C la nuit. L'hiver la température chute vers 25 °C le jour et 15 °C la nuit, durant environ deux mois.

## Description

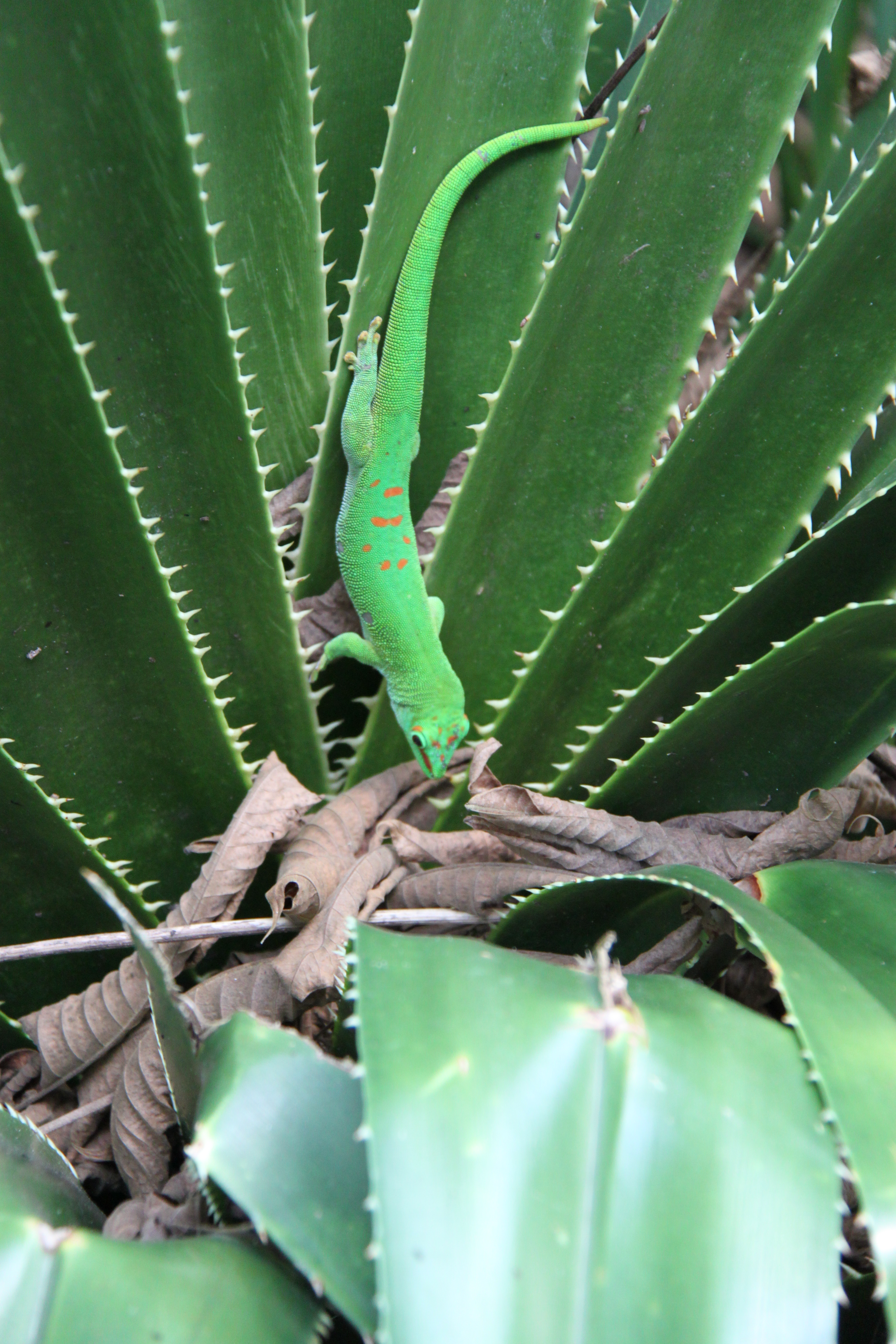
Phelsuma madagascariensis

C'est un gecko arboricole, de coloration principalement vert vif, avec des taches rouges et bleues au milieu du dos, et également un trait entre le museau et l'œil rougeâtre. Il est diurne, et présente donc une pupille ronde et noire. La sous-espèce madagascariensis atteint 240 mm et la sous-espèce boehmei atteint 220 mm.

## Liste des sous-espèces
Selon The Reptile Database (1 novembre 2012) :
- Phelsuma madagascariensis boehmei Meier, 1982
- Phelsuma madagascariensis madagascariensis (Gray, 1831)

Les sous-espèces Phelsuma madagascariensis grandis et Phelsuma madagascariensis kochi ont été élevées au rang d'espèce.

## Alimentation
Ces geckos sont insectivores qui consomment également des fruits, en léchant les nectars et pollens

## Reproduction

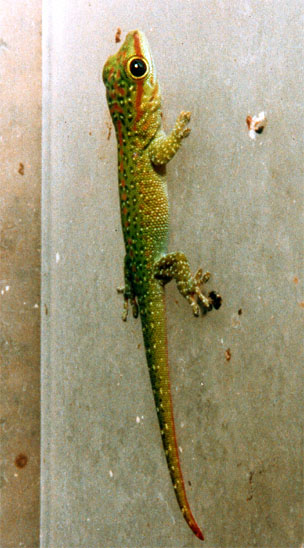
Phelsuma madagascariensis juvénile

Les mâles ont des pores fémoraux (apparaissant sous la forme de petites excroissances marron pâle) très développés sur la face interne des cuisses, et sont en général un peu plus massifs que les femelles. La reproduction débute après la période de repos de l'hiver. Les femelles pondent jusqu'à six fois par an, les œufs incubant environ cinquante jours (la durée pouvant varier selon les conditions climatiques). Les petits font près de 6 cm à la naissance. Leurs couleurs sont très différentes de celles des adultes. Ils sont verts, tigrés de noir et porteurs d'une ligne rouge du museau à l'oreille. Ces jeunes ne mangent pas pendant les deux jours
qui suivent leur naissance. La maturité sexuelle apparaît à l'issue de leur première année.

## Étymologie
Son nom d'espèce, composé de madagascar(i) et du suffixe latin -ensis, « qui vit dans, qui habite », lui a été donné en référence au lieu de sa découverte.

## Philatélie
L'espèce est représentée sur un timbre de Madagascar de 1993 de 1 000 francs malgaches.

## Protection
Il y fait l'objet d'un trafic illégal d'animaux pour l'exportation vers d'autres pays, via la Belgique notamment, en dépit des efforts du Réseau Trafic, du Secrétariat de la CITES et du soutien du Fonds de Partenariat pour les Écosystèmes Critiques (Critical Ecosystem Partnership Fund) . Les études faites dans le cadre du projet de la convention de Washington « Étude du commerce important » ont montré, au vu du niveau des exportations de certaines espèces malgaches,  que « trop souvent les exportations ont été autorisées sans connaissance des impacts éventuels sur la conservation ».

## En captivité
Ces geckos se rencontrent en terrariophilie. Ce sont des animaux appréciés pour leurs couleurs vives et leur activité diurne. Ce gecko peut vivre plus de dix ans en captivité.

## Galerie

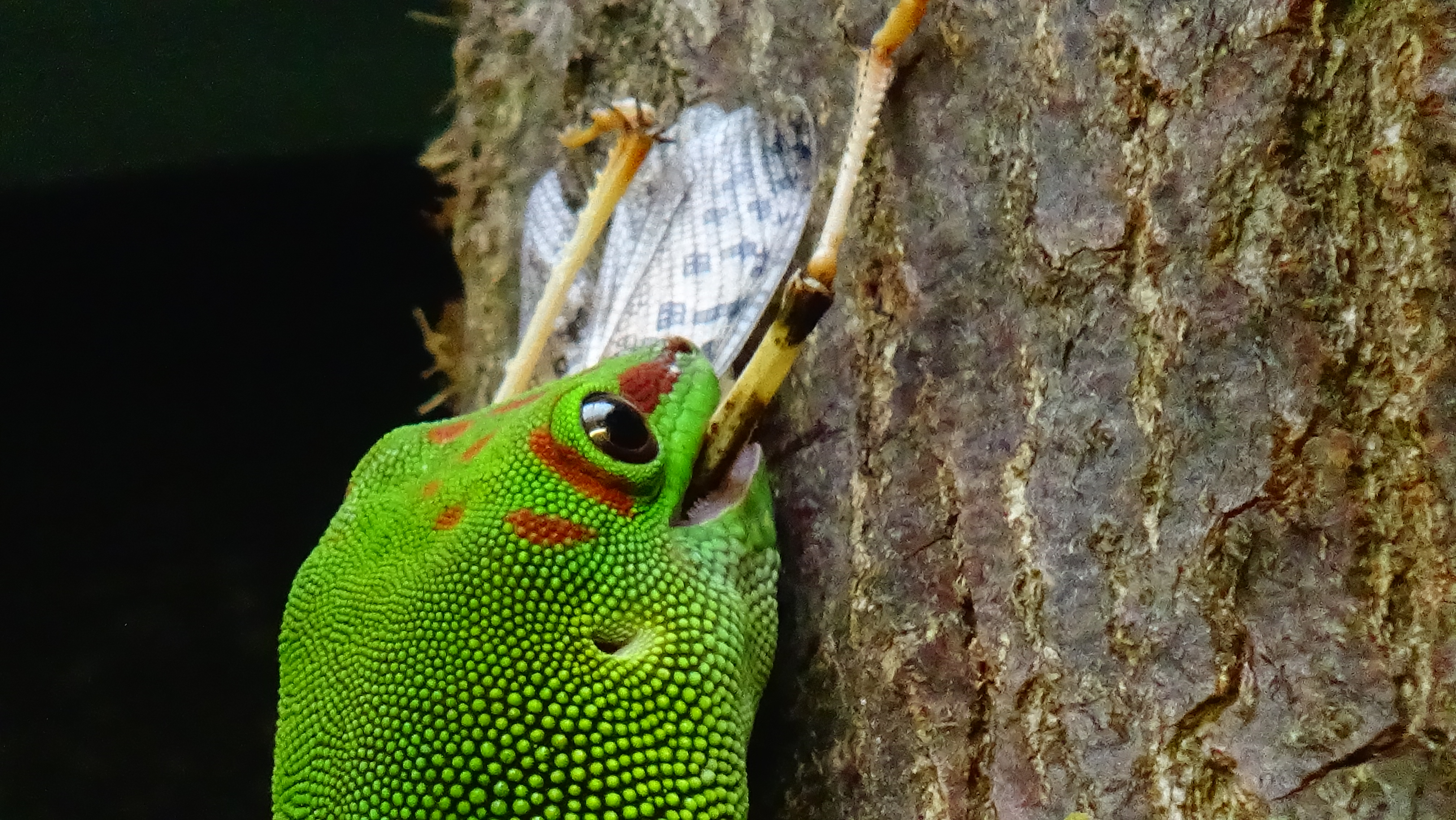
Repas de criquet au Parc Zoologique de Paris
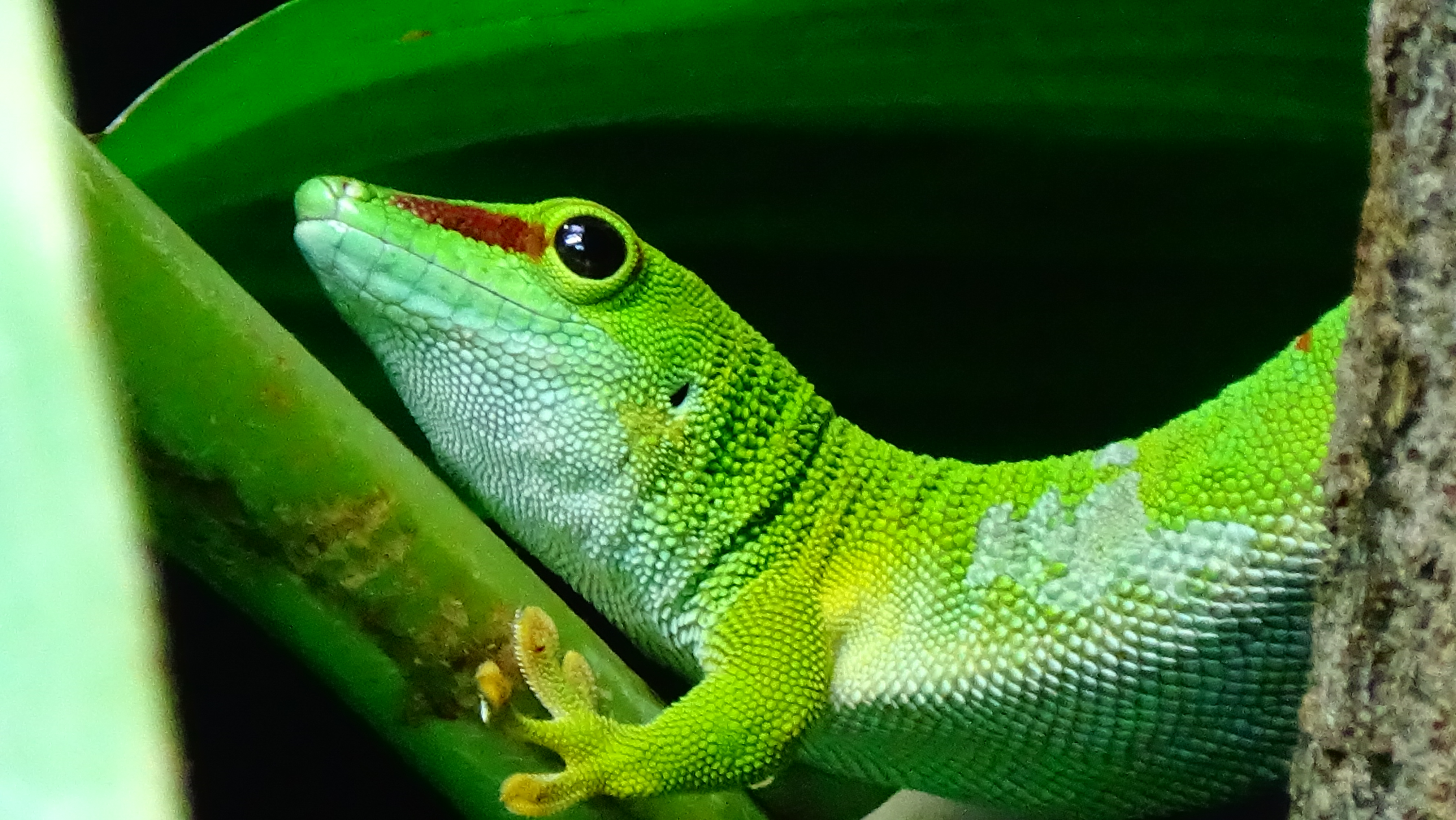
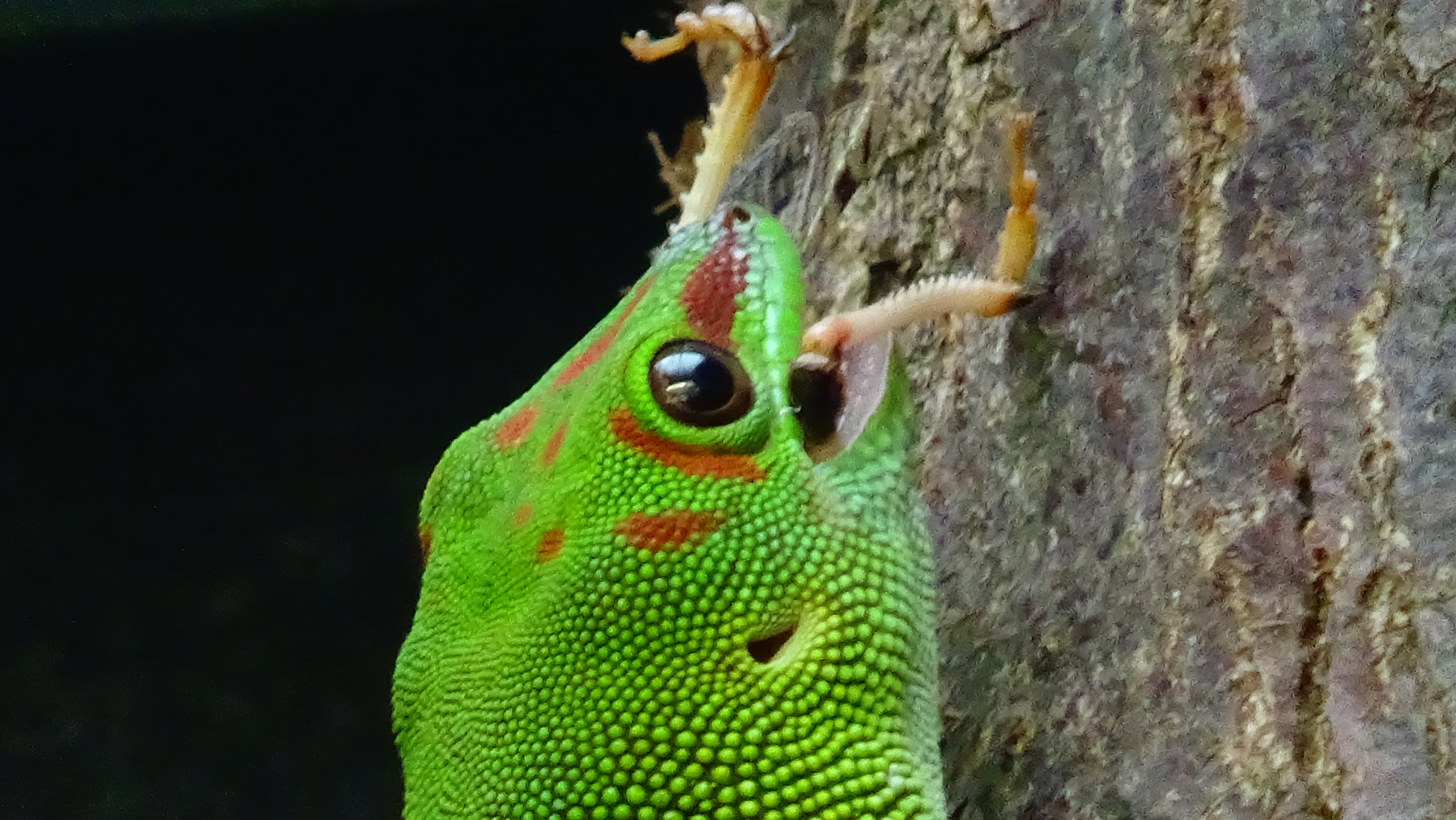
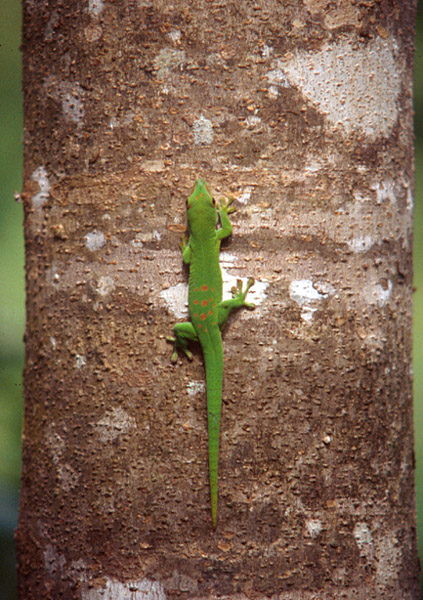
Phelsuma madagascariensis
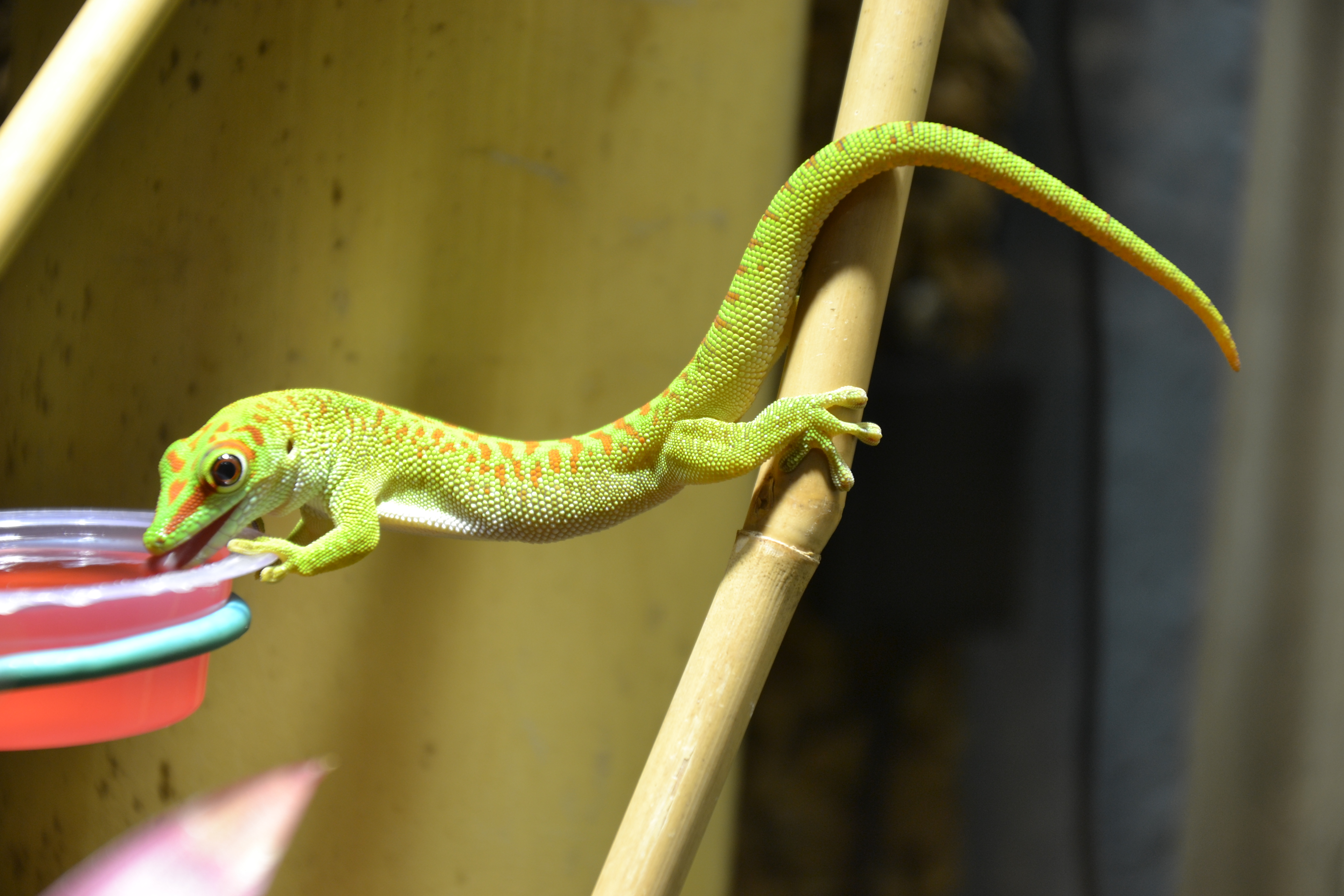
jeune-adulte
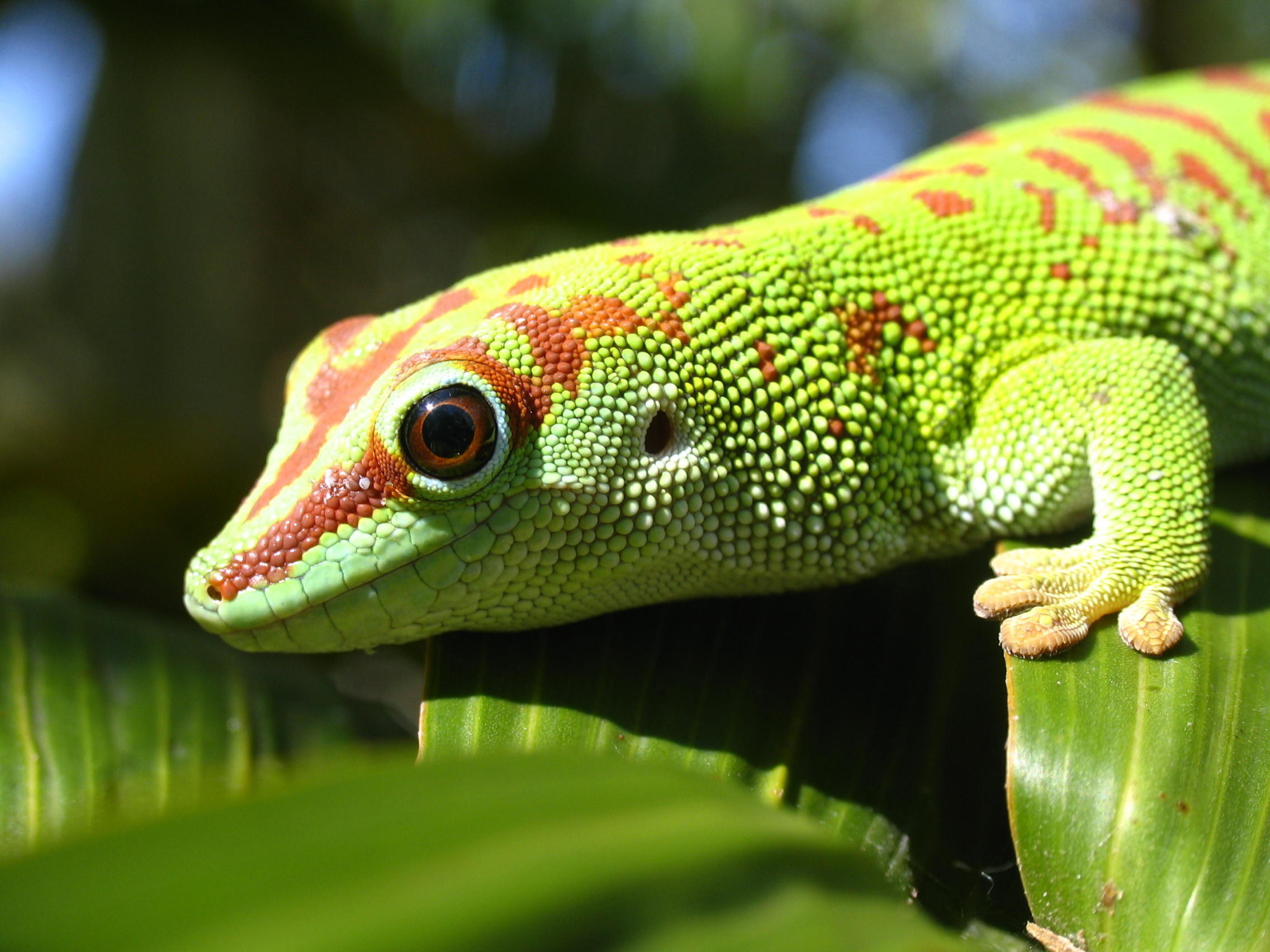
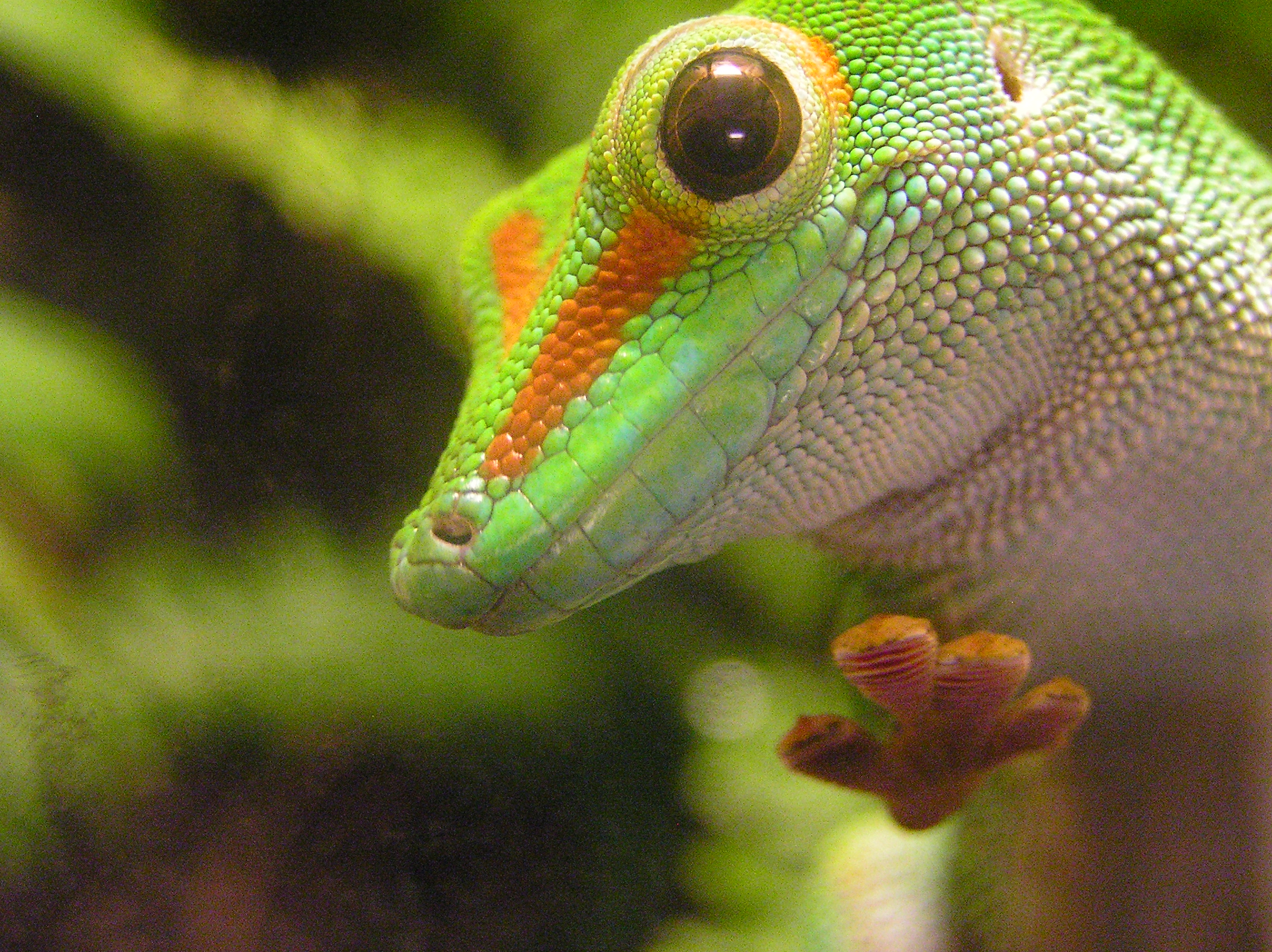

## Publications originales
- Gray, 1831 : A synopsis of the species of the class Reptilia. The Animal Kingdom Arranged in Conformity with its Organization by the Baron Cuvier, London, p. 1–110.
- Meier, 1982 "1984" : Ergebnisse zur Taxonomie und Ökologie einiger Arten und Unterarten der Gattung Phelsuma auf Madagaskar, gesammelt in den Jahren 1972 bis 1981, mit Beschreibung einer neuen Form (Reptilia: Sauria: Gekkonidae). Salamandra, vol. 18, p. 168—190.